# Bette Kane
Betty Kane est une super-héroïne dans Univers DC de la maison d'édition DC Comics. Créé par le scénariste Bob Kane et le dessinateur Sheldon Moldoff, le personnage de fiction apparaît pour la première fois dans le comic book Batman no 139 en 1961. Elle a porté le costume de Batgirl, puis celui de Flamebird dans les comics de 1989.

## Biographie du personnage

### Pré-Crisis
Betty Kane est la première Batgirl apparue dans Batman no 139 (avril 1961) sous les traits de la nièce de Kathy Kane, aussi connue comme Batwoman. Après avoir découvert la double identité de sa tante, Betty la convainc de l'entrainer pour être sa partenaire.
Batwoman et Bat-Girl ont été créées pour être les intérêts romantiques de Batman et Robin, respectivement, ainsi que leurs associées désireuses de combattre le crime. Bat-Girl est apparu six fois entre 1961 et 1964, mais disparue alors en 1964 (avec Batwoman, Ace le Bat-Chien et Bat-Mite) quand le nouvel éditeur de Batman, Julius Schwartz, décida qu'elle et les autres personnages étaient trop ridicules. Il a été suggéré par des spécialistes que les personnages de Batwoman (en 1956) et Bat-Girl (en 1961) furent introduits en partie pour réfuter les allégations d'homosexualité dans les comics Batman ; en particulier, l'affirmation persistante que Batman et Robin étaient des homosexuels.
A la fin des années 1970, Batwoman et Bat-Girl ont été relancées et considérées comme inactives pendant plusieurs années. Bat-Girl devient membre des Teen Titans West. Cependant, elle apparaît seulement quatre fois durant cette période, jusqu'à la fin du run original des Teen Titans.

### Post-Crisis
Après quelques années à bosser en duo avec Batwoman, Betty Kane prend une nouvelle identité. Elle devient Flamebird.

### DC Rebirth
À la suite du DC Rebirth, Bette vit à West Point et reste en contact avec Kate Kane et Julia Pennyworth.

## Œuvres où le personnage apparaît
Bette apparait dans la série Young Justice, dans l’épisode 12 « Piégés de l'intérieur », comme étudiante de la Gotham Academy. Elle est doublée par Alyson Stoner. Dans « Déplacés » (épisode 19), Bette apparait pour faire la lecture à de jeunes enfants aux côtés de Barbara Gordon / Batgirl.